# 尼爾遜·韋華斯
尼爾遜·韋華斯（Nelson David Vivas，1969年5月17日—）是一名已退役的阿根廷足球員，主要司職右後衛。他曾代表國家隊上陣39次，攻入一球。2015–2017球季擔任阿根廷球會學生隊的領隊。現任西甲马德里竞技助理領隊。